# Flämisches Auge

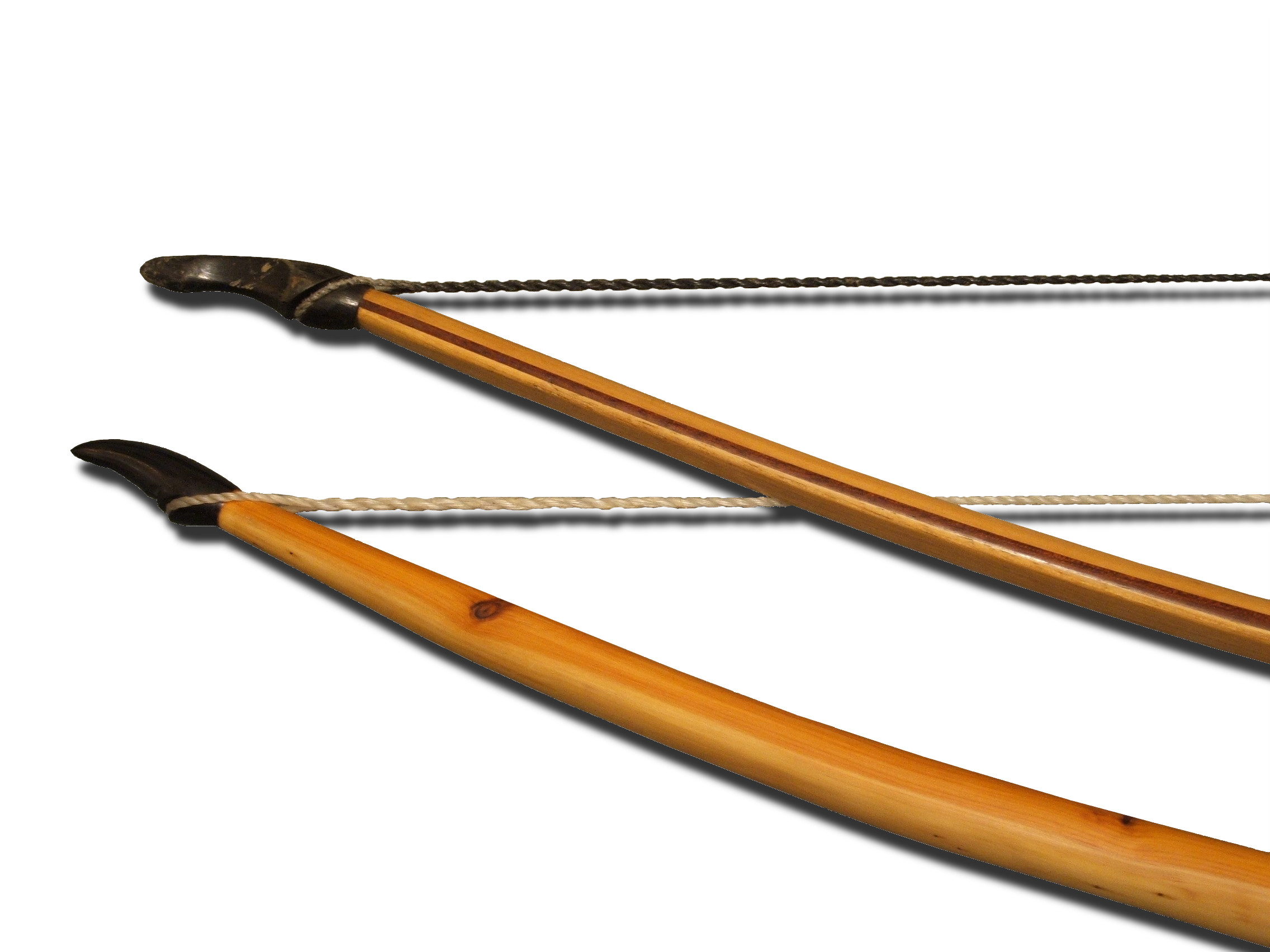
Bogensehne mit „Flämischem Spleiß“

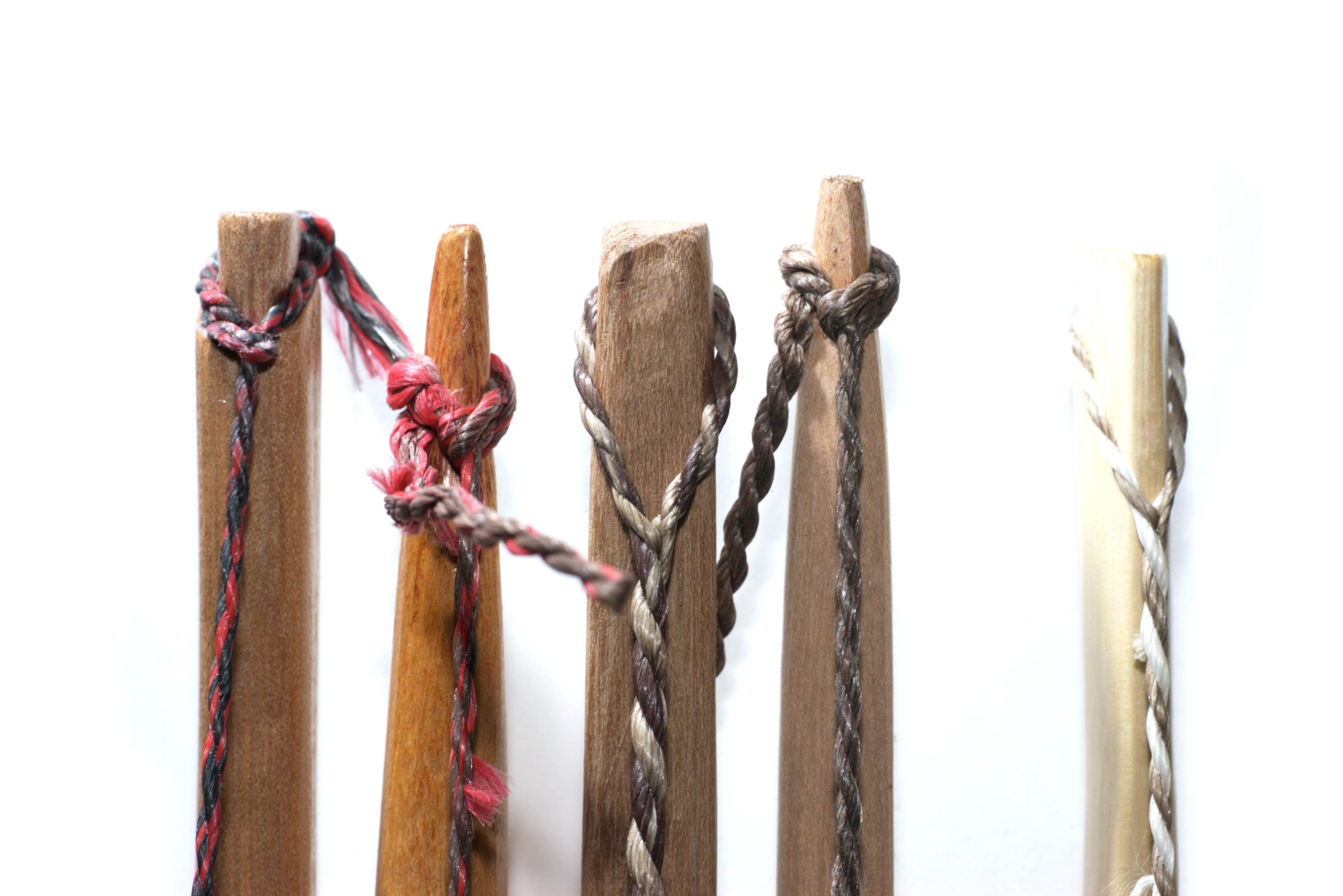
V.l.n.r. Nr. 3 und 5, Öhrchen der Bogensehne mit Flämischem Augspleiß;
Nr. 1, 2 + 4 Befestigung nach Art des Zimmermannssteks (Schlinge)

Ein flämisches Auge ist eine spezielle Form, einzelne Adern (Kardeelen) zu einem Auge zu spleißen, also eine feste Schlaufe am Ende zu erzeugen.
Im Gegensatz zum normalen Augspleiß werden beim flämischen Auge z. B. sechs Kardeele in zwei Sätze zu je drei Kardeelen aufgeteilt, die gegenläufig zu einem Auge zusammengeführt und dann wieder zur ursprünglichen Seilform geschlagen (verdrillt) werden. Die Enden werden bei Drahtseilen mit einer Stahlhülse befestigt.
Der Vorteil des flämischen Auges gegenüber anderen Augen ist die wesentlich erhöhte Tragfähigkeit aufgrund der symmetrischen Kraftverteilung; andere Augen drehen sich unter Last durch die gegenläufige Lastverteilung auf.
Bogensehnen vom Typ Flämisch Spleiß werden auf diese Weise aus Bogensehnengarn hergestellt.